# Amata negretina
Amata negretina är en fjärilsart som beskrevs av Carl Plötz 1880. Amata negretina ingår i släktet Amata och familjen björnspinnare. Inga underarter finns listade i Catalogue of Life.